# Huta Leopoldyna
Huta Leopoldyna (Leopoldine) – huta cynku, położona na terenie Brzęczkowic, (aktualnie w granicach administracyjnych Mysłowic) działająca w latach 1808–1847. Znajdowała się w okolicy obecnej ulicy Podgórskiej i ogródków działkowych.

## Historia
Huta powstała w 1808 roku, z inicjatywy Andrzeja Kasparka, właściciela ziemskiego majątku. Jej właścicielami byli: Piotr Steinkeller oraz wielkopolski szlachcic nazwiskiem Paczyński. Z czasem do spółki przystąpili kolejni: leśniczy Harnisch z Nakła Śląskiego oraz kupcy: Natan Thieberg i Geissler. Początkowo zakład zatrudniał ok. 30 pracowników, a jego wydajność wynosiła kilkaset ton cynku rocznie. Jej produkcja stanowiła ok. 50% cynku, wytwarzanego w okolicy Mysłowic, a huta była największym zakładem przemysłowym ówczesnych Brzęczkowic.
Zakład położony był bardzo korzystnie: w jego sąsiedztwie znajdowała się kopalnia, dostarczająca węgla do wytopu metalu, ponadto w pobliżu płynęła Przemsza, którą – za pomocą galarów – spławiano produkty. Trafiały one do odbiorców na ziemiach polskich, w Austrii, a nawet do Indii.
Wobec załamania się rynku cynku w latach 1847–1848 zakład został zamknięty, a jego zabudowania – rozebrane.